# Haumania liebrechtsiana
Haumania liebrechtsiana là một loài thực vật có hoa trong họ Marantaceae. Loài này được (De Wild. & T.Durand) J.Léonard mô tả khoa học đầu tiên năm 1949.